# Bis(triméthylsilyl)amine
La bis(triméthylsilyl)amine ou hexaméthyldisilazane (HMDS) est un composé organique silylé de formule semi-développée (CH3)3Si-NH-Si(CH3)3 qui consiste en une molécule d'ammoniac substituée par deux groupes fonctionnels triméthylsilyle. C'est un liquide clair et incolore avec une odeur d'ammoniac qui s'hydrolyse lentement avec l'humidité de l'air.
Les bis(triméthylsilyl)amidures résultent de la déprotonation de l'amine et sont utilisés comme bases fortes non nucléophiles car trop encombrés. Les plus couramment utilisés sont :
- le bis(triméthylsilyl)amidure de lithium (LiHMDS) ;
- le bis(triméthylsilyl)amidure de sodium (NaHMDS) ;
- le bis(triméthylsilyl)amidure de potassium (KHMDS).

## Synthèse
L'hexaméthyldisilazane peut être obtenu via une réaction du chlorure de triméthylsilyle avec l'ammoniac :
{\displaystyle \mathrm {2\ (CH_{3})_{3}SiCl+3\ NH_{3}\longrightarrow [(CH_{3})_{3}Si]_{2}NH+2\ NH_{4}Cl} }

## Propriétés
L'hexaméthyldisilazane est un liquide incolore à jaune avec une odeur d'amine et qui est hautement inflammable. Ce composé a un point d'éclair inférieur à 15 °C. La plage d'explosion est comprise entre 0,8 % vol. comme limite inférieure d'explosivité (LIE) et 25,9 % vol. comme limite supérieure d'explosivité (UEL). Par hydrolyse lente avec l'humidité, l'hexaméthyldisilazane forme de l'hexaméthyldisiloxane et de l'ammoniac. Lors d'un contact avec l'eau, le composé est d'abord hydrolysé dans une réaction exothermique violente et forme de l'ammoniac et du triméthylsilanol, qui est instable et produit par élimination de l'eau de l'hexaméthyldisiloxane (bis(triméthylsilyl) éther). La chaleur de l'hydrolyse est −144,4 kJ/mol.

## Utilisations
Un des usages de la bis(triméthylsilyl)amine est celui de réactif dans les réactions de condensation d'hétérocycles comme dans la synthèse par micro-onde d'un dérivé de la xanthine:
En photolithographie, le HMDS est souvent utilisé comme promoteur d'adhérence pour les résines photosensibles. De meilleurs résultats sont obtenus en appliquant du HMDS en phase gazeuse sur les substrats.
En microscopie électronique, le HMDS peut être utilisé comme une alternative au séchage supercritique pendant la préparation des échantillons.